# Berislav Grgić

Bischofswappen von Berislav Grgić

Berislav Grgić (* 15. Februar 1960 in Novo Selo, Banja Luka) ist römisch-katholischer Bischof und emeritierter Prälat der Territorialprälatur Tromsø im Norden Norwegens.

## Leben
Berislav Grgić wurde 1960 als zweites von sieben Kindern einer kroatischen Bauernfamilie geboren. Er besuchte das Knabenseminar, das Gymnasium und das Priesterseminar in Zadar. Am 29. Juni 1986 spendete ihm Bischof Franjo Komarica in der Kathedrale des heiligen Bonaventura in Banja Luka das Sakrament der Priesterweihe für das Bistum Banja Luka. Danach war Grgić zwei Jahre Seelsorger in mehreren Pfarrgemeinden. 1988 schickte ihn sein Bischof zu weiteren Studien an die Päpstliche Universität Gregoriana in Rom.
Von 1991 bis 1992 war Grgić Spiritual im Priesterseminar von Zadar. Während des Bürgerkrieges im ehemaligen Jugoslawien arbeitete er bis 1995 für die kroatischen Flüchtlinge bei der Caritas in Zagreb. Für kurze Zeit in eine Pfarrei seines Heimatbistums zurückgekehrt, wurde er am 20. August 1995 zusammen mit etwa 30.000 Kroaten aus dem Bistum Banja Luka vertrieben.
1996 zum Leiter der Kroatischen Katholischen Mission in Norwegen ernannt, nahm er diese Aufgabe bis 2007 wahr. Von 2004 bis 2006 war er gleichzeitig Generalvikar des Bistums Oslo und Bischofsvikar für die Einwandererseelsorge. Papst Benedikt XVI. ernannte ihn 2007 zum Päpstlichen Ehrenprälaten.
Seit September 2007 war er Pfarradministrator des Pfarrverbandes Oberhaching, Landkreis München, der die Pfarreien St. Stephan in Oberhaching und St. Bartholomäus in Deisenhofen umfasst.
Am 18. Dezember 2008 wurde Grgić von Papst Benedikt XVI. zum Prälaten der Territorialprälatur Tromsø im Norden Norwegens, der nördlichsten Diözese der Welt, ernannt. Die Bischofsweihe spendete ihm Bernt Ivar Eidsvig am 28. März 2009 in Tromsø. Mitkonsekratoren waren Bischof Gerhard Schwenzer, Apostolischer Vikar von Mittelnorwegen, und Franjo Komarica, Bischof von Banja Luka.
Am 31. August 2023 wurde sein Rücktritt aus gesundheitlichen Gründen von Papst Franziskus angenommen.